# 川西柳叶菜
川西柳叶菜（学名：Epilobium fangii）为柳叶菜科柳叶菜属下的一个种。

## 扩展阅读
- 維基物種上的相關：川西柳叶菜